# Epidemiologia
Epidemiologia (do grego. epi "sobre" demos "povo" logos "estudo"), ou a ciência das epidemias, propõe-se estudar quantitativamente a distribuição dos fenômenos de saúde/doença, e seus fatores condicionantes e determinantes, nas populações humanas.
A epidemiologia, portanto, é um campo da ciência que trata dos vários fatores genéticos, sociais ou ambientais e condições derivados de exposição microbiológica, tóxica, traumática, etc. que determinam a ocorrência e a distribuição de saúde, doença, defeito, incapacidade e morte entre os grupos de indivíduos.
Sumariamente a definição de epidemiologia é o estudo da distribuição das doenças e seus determinantes. Como observa Almeida Filho (1989) o termo distribuição está contido no termo população e o processo determinação está associado à delimitação da doença que, por sua vez, abrange concepções derivadas da prática clínica e próprias da epidemiologia. O estudo do processo saúde-doença através do método epidemiológico possui uma dimensão de determinação social, e como se sabe, as sociedades estão sujeitas a leis próprias, cuja explicação ultrapassa as possibilidades do método clínico.
Entendem-se determinantes sociais de saúde como as condições de vida e trabalho dos indivíduos e de grupos da população, que estão relacionadas com sua situação de saúde. Cabe à epidemiologia descritiva a avaliação da frequência ou distribuição das enfermidades e à epidemiologia analítica o estudo dos fatores (causais) que explicam tal distribuição, relacionando uma determinada situação de saúde, ou seja, as desigualdades dos níveis de saúde entre grupos populacionais, com a eficácia das intervenções realizadas no âmbito da saúde pública, ou mesmo identificando suas causas no modo como tais iniquidades são produzidas, na forma como a sociedade se organiza e desenvolve.

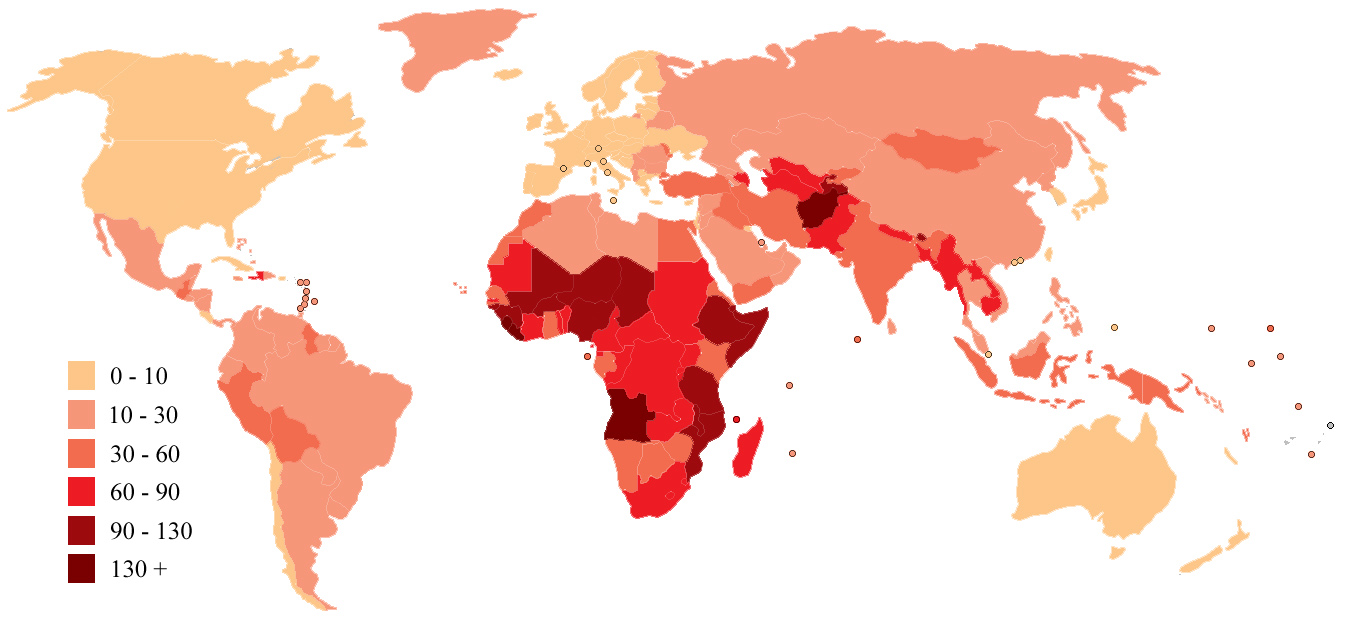
Taxas de mortalidade infantil a nível mundial (2000-2006)

## Aspectos históricos
Desconhece-se qual estudioso utilizou pela primeira vez o termo "epidemiologia". O Oxford English Dictionary cita Parkin (1873) como fonte. Contudo, em 1850, já existia uma London Epidemiological Society; em 1802, a palavra aparece no título do livro espanhol Epidemiología Española (Madrid); e em 1799, Webster referia-a num dicionário. Tem como origem, como referido, o grego clássico: epi (sobre) + demos (povo) + logos (conhecimento). A palavra epidemia (segundo Aurélio, 2004 gr. epídemos, ‘’, + gr. -ia) é muito mais antiga, tendo sido, inclusivamente utilizada por Hipócrates (séc. VI a.C.). As noções de contágio e quarentena são também anteriores ao nascimento da epidemiologia como disciplina científica.
Partindo da ideia de que a epidemiologia tem como princípio básico o entendimento de que os eventos relacionados à saúde não se distribuem ao acaso entre as pessoas, podemos entender melhor esse pensamento a partir de um contexto histórico e o saber relativo ao processo saúde-doença na coletividade. Tais saberes se originam a partir do momento em que as doenças surgem e começam a provocar o sofrimento nas pessoas. Dessa forma, tudo começa, seguindo esse princípio do fato de que existe uma doença/enfermidade e que é necessário se conhecer sobre ela e controlá-la no intuito de aliviar tal sofrimento.
Embora haja desde a Antiguidade a presença de diferentes tipos de doenças e também tentativas de controle por parte das pessoas para proporcionar o alívio e o bem-estar, as práticas e os saberes relativos ao processo saúde-doença na dimensão coletiva são consolidados apenas muito tempo depois na história.
Segundo Barata, a medicina hipocrática representa o limiar de positividade dos saberes relativos à saúde e à doença, entretanto numa dimensão individual.
Os primeiros registros da manifestação de doenças e moléstias nos indivíduos datam da Grécia Antiga, um período onde as pessoas acreditavam que as enfermidades e, consequentemente a morte em decorrência delas, eram consequências da punição dos deuses e demônios. Hipócrates então, se contrapõe a essa ideia e analisando o processo de adoecimento das pessoas com base em um pensamento racional, introduz o conceito de doença como o resultado de relações entre o indivíduo e o ambiente, ou seja, que as doenças se originam de uma causa natural ou ambiental e não de um motivo mágico-religioso, marcando a constituição de um saber específico. Cabe destacar que diversos autores identificam na medicina hipocrática a origem dos conhecimentos epidemiológicos e saberes sobre a dimensão coletiva de saúde e doença. Outros, entretanto, não consideram essa possibilidade pelo fato de ainda não haver se constituído a noção de população e coletivo.
No século XVII, essas noções de população, Estado e coletivo começam a ser introduzidas na sociedade. Também denominado por Foucault de Período Clássico, esse período marca então a individualização dos saberes relativos ao processo saúde-doença em sua dimensão coletiva e a construção dos conhecimentos epidemiológicos, levando em conta todo o contexto histórico desse período, com o surgimento do modo de produção capitalista, acompanhado do aparecimento do trabalhador livre, do surgimento do Estado moderno e outra série de transformações.
Com o capitalismo industrial ganhando forças e suas necessidades de mão de obra, leva-se em consideração também o contexto da medicina social e a valorização do corpo como instrumento de trabalho. Com isso, surgem os esforços para manter a saúde da população, a assistência aos doentes, a manutenção da saúde, inicialmente ligadas aos interesses do Estado, mas que com o tempo tais práticas passaram a ser utilizadas também em pesquisas das causas e dos focos patogênicos e o registro dos fenômenos de longa duração.
Com a chegada do século XVIII, houve o surgimento e aprimoramento de práticas caracterizadas pela quantificação dos eventos vitais, óbitos e nascimentos, que foram essenciais e contribuíram para estudos acerca das causas de doenças.
Nesse momento, procedimentos experimentais e contagens surgem, marcando a incorporação da matemática e da estatística na obtenção e quantificação dos resultados das pesquisas, o que possibilitou o desenvolvimento de técnicas e métodos empregando a análise, a medida e a ordem, como base para a construção do conhecimento acerca da epidemiologia, tendo a população como objeto de investigação. Com isso, houve também a construção da ideia de que a distribuição das doenças na população é influenciada por diferentes aspectos, que variam desde aspectos biológicos dos indivíduos até aspectos culturais, econômicos e sociais, que dessa forma, são úteis para o entendimento de que a manifestação do processo saúde-doença entre as populações acontece de maneiras diferentes.
Segundo Michel Foucault (1926-1984) citado por Almeida Filho o estudo das epidemias com a lógica da clínica moderna iniciou-se no século XVII, a partir da ordem Real aos médicos da corte para que estudassem a epidemia que periodicamente dizimava o rebanho ovino francês. Cita ainda o estudo estatístico de P.C. Alexandre Louis (1787-1872) de 1960 casos de tuberculose, percursor também da avaliação de eficácia dos tratamentos clínicos utilizando os métodos quantitativos e propõe como fundamento ou raízes da Epidemiologia moderna a interdisciplinariedade da clínica médica, estatística e medicina social, o seu desenvolvimento inicial subsidiário à Saúde Pública. Observa que paradoxalmente os pioneiros estudos de John Snow (1813-1858), considerado o pai da epidemiologia, tenham se iniciado no contexto da medicina social (analisando a distribuição de água e condições de vida dos bairros pobres de Londres no século XIX) apresentando a conclusão resolutiva e antecipando uma demonstração da teoria microbiana, no caso a transmissão do cólera morbo. Sabe-se hoje que o Vibrio cholerae agente transmissor desta patologia só foi descoberto em 1883 por Robert Koch (1843-1910), e as medidas de profilaxia proposta por Snow controlaram a epidemia.
Vale destacar alguns outros nomes importantes na história da epidemiologia:
John Graunt (1620 – 1674), cientista e demógrafo britânico, pioneiro em quantificar os padrões de natalidade e mortalidade; Louis Villermé (1782 – 1863), médico e epidemiologista francês, que realizou pesquisas e avaliou o impacto da pobreza e das condições de trabalho na saúde das pessoas; Ignaz Semmelweis (1818 – 1865), médico húngaro, conhecido por participar da investigação das causas de febre puerperal em Viena, onde observou e constatou que a contaminação das mãos estava relacionada à transmissão de doenças e também ao aumento das taxas de mortalidade. Dessa forma introduziu medidas de higiene como o simples ato de lavar as mãos, o que reduziu muito tais indicadores, ficando conhecido também como um dos pioneiros dos métodos antissépticos; James Lind (1716 – 1794), médico escocês que participou na investigação das causas do escorbuto e sugeriu as potencialidades da análise cartesiana na elucidação causal; William Petty (1623 – 1687), economista, cientista e filósofo britânico, foi um dos pioneiros no estudo quantitativo dos fenômenos sociais, inclusive dos problemas sociais da saúde e da doença, criando o que ele denominava de "aritmética política".

## Metodologia da investigação epidemiológica
Segundo Pereira, a sistemática predominante de raciocínio, em epidemiologia, é própria da lógica indutiva, mediante a qual, partindo-se de certo número de dados, estabelece-se uma proposição mais geral e, ainda segundo esse autor, os métodos utilizados na epidemiologia são encontrados em outras áreas do conhecimento, embora seja frequente a referência a métodos epidemiológicos, eles devem ser entendidos como certo número de estratégias adaptadas para aplicação a situações próprias do estudo da saúde da população.
A identificação do padrão de ocorrência de doenças nas populações humanas e dos fatores que influenciam (determinam, condicionam) tem sido reiteradamente definida como o objeto de estudo da epidemiologia. Segundo a Associação Internacional de Epidemiologia (IEA), epidemiologia é o estudo dos fatores que determinam a freqüência e a distribuição das doenças nas coletividades humanas.
As Hipóteses epidemiológicas (elemento indispensável de qualquer pesquisa científica) deverão relacionar tais fatores ou variáveis, orientando a forma com que os dados referentes ao agravo e seus fatores condicionantes ou determinantes serão associados bem como o contexto (tipo de estudo) em que os resultados encontrados serão submetidos à comparação e análise (exame da associação para estabelecer a associação encontrada entre eventos ou variáveis).
Rothman et al. destacam que um evento, uma condição, ou uma característica não se constituem como uma causa em si, considerados isoladamente, somente são identificados enquanto parte de um contraste causal com um evento, uma condição ou uma característica alternativa.
Na investigação epidemiológica a identificação da doença (definição de caso) tem uma natureza ditada pela comparabilidade potencial e uma tendência à padronização, ao contrário da clínica que reconhece a individualidade de cada paciente. Considerando o substrato teórico dos respectivos campos de conhecimento, o objeto da clínica é essencialmente qualitativo enquanto que o objeto fundamental da epidemiologia é por definição quantitativo, expressando relações numéricas entre eventos.
Os instrumentos de medida e/ou identificação de caso estão sujeitos a erros sistemáticos (viés) em função de sua maior ou menor sensibilidade (capacidade para identificar um maior número de casos incluindo inevitavelmente os falsos positivos) e especificidade (capacidade de só incluir casos positivos).

## Especificação da Abordagem Epidemiológica
Uma das classificações mais simples é feita em função dos objetivos do estudo, dividindo estes em Descritivos e Analíticos, contudo seus limites nem sempre são facilmente identificáveis. Os estudos descritivos geralmente se limitam ao registro da frequência de eventos ou agravos patológicos observando sua variação no tempo e espaço. Enquanto que, os estudos analíticos têm como objetivo explicar as características dessa frequência ou associações entre estas e outros fatores observados, a exemplo dos estudos que buscam estabelecer um nexo ou relação de causa efeito entre um determinado agente patogênico e um aspecto específico do meio ambiente, considerando-se a tríade de fatores que intervém e condicionam o aparecimento e desenvolvimento de uma doença (agente, hospedeiro, ambiente).
A grande maioria dos estudos epidemiológicos é observacional (não-experimental) referem-se à pesquisa de situações que ocorrem naturalmente, a exemplo das frequências de nascimentos e óbitos, os estudos de intervenção (experimental) geralmente são associados à epidemiologia clínica, destinados à avaliação de da eficácia de medicamentos, vacinas, exames e procedimentos médico - terapêuticos.[carece de fontes?]
De acordo com Almeida & Rouquayrol o repertório da epidemiologia engloba convencionalmente quatro estratégias básicas de pesquisa:

### Estudos ecológicos
Os estudos ecológicos abordam áreas geográficas, analisando comparativamente indicadores globais, quase sempre por meio de correlação entre variáveis ambientais (ou socioeconômicas) e indicadores de saúde.

### Inquéritos tipo corte-transversal (seccionais)
Os estudos seccionais ou estudos de corte transversal ou estudo de prevalência observam simultaneamente, em um mesmo momento histórico, o fator causal e o efeito de um determinado agravo ou patologia, não se prestando por isso à pesquisa de etiologia, revelando apenas medidas de associação entre o agravo e a condição atribuída, úteis para identificar grupos (fatores) de risco, gerar hipótese e descrever a prevalência de doenças.

### Estudos de caso-controle
O estudo de caso-controle é um estudo retrospectivo onde se procura verificar a frequência de um determinado agravo na presença ou ausência de um determinado fator condicionante/determinante (exposição) distinguindo-se do estudo de coorte pelo fato de que as pessoas foram escolhidas por estar doentes. Ou seja, no estudo de caso-controle o pesquisador investiga a exposição a determinados fatores no passado por pessoas que possuem determinada doença e pessoas saudáveis.

### Estudos de coorte
Os estudos de coorte são capazes de abordar hipóteses etiológicas produzindo estimativas de incidência. O termo coorte tem origem no império romano e designava unidades do exército que possuíam equipamentos e uniformes homogêneos. A técnica de elaboração de uma coorte propõe como sequência lógica da pesquisa a anteposição das possíveis causas e a posterior busca de seus efeitos ou danos. Ou seja, pessoas que foram expostas a um determinado fator e pessoas que não foram expostas a esse mesmo fator são acompanhadas longitudinalmente a fim de se determinar se há, eventualmente, o surgimento de uma doença em maior proporção naqueles que foram expostos ao referido fator. Ressalte-se que o mesmo método de estudo por ser utilizado para investigar o o efeito protetor de determinado fator (ex: consumo de ácidos graxos polinsaturados).

## Medidas de morbimortalidade
Apesar da prática cotidiana da administração de serviços de saúde ter consagrado o termo indicador para os valores numéricos com os quais se mensura o nível de saúde de uma população pela frequência de óbitos ou eventos mórbidos – ocorrência de doenças e agravos à saúde registrados ou medidas da oferta de procedimentos de serviços específicos de saúde, as proposições teóricas distinguem indicadores e índices.
Observe-se que apesar das tentativas ainda não existem indicadores positivos, consagrados de saúde positiva (vigor, vitalidade, desempenho, qualidade das relações sociais, etc.) e o estado de saúde é medido por sua ausência, ou seja, frequência de doenças e óbitos.
De acordo com a OMS indicadores de saúde são variáveis que servem para medir as mudanças na situação de saúde, uma variável, portanto, susceptível de mensuração direta que reflete o estado de saúde das pessoas numa comunidade, enquanto que índice de saúde é uma indicação numérica do estado de saúde de uma população derivada de uma fórmula composta especificada.
Tomando o exemplo dado por Pereira, o número de óbitos de pessoas de uma determinada região em um determinado momento é uma variável ou indicador e o APGAR e os Coeficientes de morbimortalidade, índices. O APGAR mede a vitalidade dos recém nascidos (RN) através de cinco sinais clínicos (batimentos cardíacos, movimentos respiratórios, reflexos, tônus muscular e coloração da pele). Além de sua utilização no diagnóstico clínico, a frequência de RN com baixos índices de APGAR traduz a deficiente oferta de serviços de pré-natal e a elevada demanda por consultas de neuropediatria e serviços de reabilitação (estimulação precoce). A mortalidade por grupos específicos de causa, por sua vez, refletem tanto características do modo de adoecer (morbidade) como do modo de morrer (mortalidade) traduzindo as necessidades e demandas de saúde de uma população.

### Coeficiente e taxas
Para fins de comparação de frequências os números absolutos dos indicadores precisam ser transformados em coeficientes e taxas (razão proporcional) em inglês rate. Em estudos epidemiológicos, o numerador, seja o número de pessoas que adoeceram ou morreram em um determinado momento histórico e região, é sempre expresso em relação ao total de pessoas que compõem essa população (denominador).
Os coeficiente e taxas podem ser padronizados ou não, ou seja, em função das diferenças entre populações (a exemplo da composição etária) podem ser ajustados a padrões internacionais (população mundial, população europeia, etc.). É essencial distinguir índices onde os casos incluídos no numerador são também colocados no denominador, o que pode representar uma relação de possibilidade ou risco e a simples comparação entre a frequência de dois eventos da mesma espécie – razão, (em inglês: ratio) uma medida de comparação de grandezas que não estabelece uma probabilidade de ocorrência.
Medidas de frequência Os indicadores podem ainda ser diferenciados por expressarem a incidência e a prevalência, apesar da utilização indiferenciada, como ocorrência de agravos ou patologias, por parte de leigos, mas possui, para o epidemiologista, significados distintos de ocorrência de casos novos e identificação da totalidade de casos existentes em momento histórico, respectivamente.
A Incidência expressa a velocidade de ocorrência, na medida em que identifica a frequência de casos novos em um determinado período observados longitudinalmente, enquanto que a Prevalência expressa o total acumulado de casos em um determinado período observado como uma secção temporal (prevalência instantânea).
Os dados de eventos mórbidos ou agravos, com os quais se compõem os indicadores de incidência e prevalência, são obtidos em inquéritos específicos compondo os registros dos bancos de dados de pesquisas ou sistemas de vigilância epidemiológica tal como recomendam as autoridades de saúde pública de cada país ou região. Na Inglaterra a notificação obrigatória de doenças transmissíveis e nascimentos, por exemplo, teve início em 1904.
Se os dados referem-se à quantidade de doentes ou agravos à saúde de uma determinada região tem-se o registro da Morbidade, se descrevem a quantidade de óbitos das distintas faixas etárias e sexo há possibilidade de análise da Mortalidade; se os dados descreverem a natureza ou causa de óbitos estuda-se a Morbi–Mortalidade.
As variações na dimensão ou quantidade de casos de uma mesma doença em uma mesma região - o nível endêmico (endemia) é o que pode caracterizar uma epidemia, ou seja, o aumento expressivo da quantidade de pessoas acometidas pela doença em um período especificado.
Atualmente, além dos sistemas de registro oficial de eventos mórbidos que caracterizam o fenômeno saúde-doença por autoridades sanitária dos diversos países existem diversos programas de computador que permitem construir e analisar bancos de dados com registros de doenças, óbitos e outros agravos à saúde a exemplo do Epi info desenvolvido como programa freeware pelo CDC - Centros de Controle e Prevenção de Doenças dos EUA na época do início da pandemia mundial (epidemia de grandes proporções e dispersão multinacional) de SIDA – Síndrome da Imunodeficiência Humana na década de 80 do século XX.

## Epidemiologia aplicada a serviços de saúde
A aplicação ao planejamento de serviços de saúde tem sido o maior uso da epidemiologia, em função dessa aplicação tem-se desenvolvida a legislação e estratégia da Vigilância epidemiológica e organização dos sistemas de informação em saúde no âmbito governamental. Possas e Breilh ressaltam a demanda de construção do conceito de perfil epidemiológico fundamentado no conceito de classe social (e frações sociais especiais) na avaliação doas condições de vida e saúde de uma população.
No Brasil o Sistema de Vigilância Epidemiológica foi instituído pela lei nº 6.259 de 1975 que articula o Ministério da Saúde à setores específicos das Secretarias Estaduais de Saúde, organizando o sistema nacional de informações de saúde que constitui, hoje, o DATASUS.
Desde a criação do SUS em 1988, a Epidemiologia em Serviços de saúde tem sido fortalecida por meio do Sistema Nacional de Vigilância em Saúde. Anteriormente, com a criação do Centro Nacional de Epidemiologia (Cenepi), instituído como departamento da Fundação Nacional de Saúde (Funasa), quando a necessidade de expandir a aplicação da epidemiologia em serviços para as análises de situação de saúde, com objetivo de subsidiar a formulação de políticas.
Em 1992, a criação do Informe Epidemiológico do SUS (IESUS), editado pela Cenepi/Funasa com a missão de difundir o conhecimento epidemiológico aplicável às ações de vigilância, prevenção e controle de doenças e agravos de interesse da saúde pública, visando ao aprimoramento dos serviços oferecidos pelo Sistema Único de Saúde (SUS).

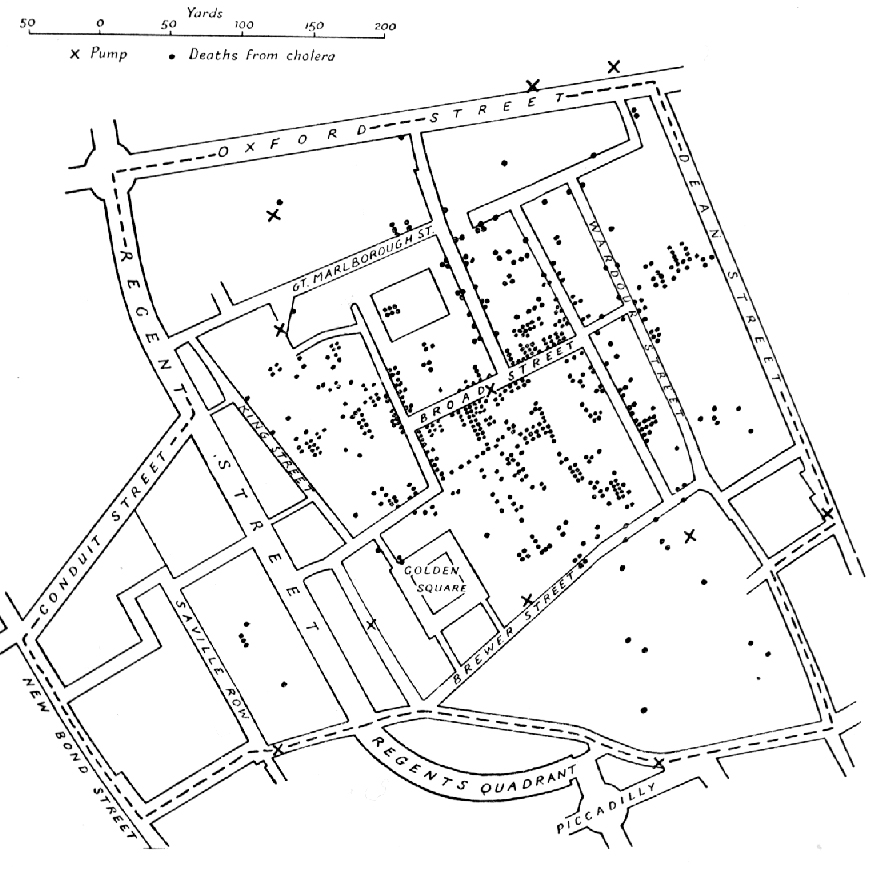
Mapa original del Dr. John Snow. Mapa original do Dr. John Snow. Os pontos mostram os casos de morte por cólera durante a epidemia ocorrida em Londres em 1854. As cruzes representam os poços de água dos quais os doentes bebiam

Em função da utilização institucional e particularidades do objeto de análise e/ ou compartilhamento de metodologias específicas de análise, podemos destacar ainda: as avaliações de impacto ambiental, ou seja, o aspecto da saúde ambiental e interpretação distinta que os ecologistas e epidemiologistas dão à exposição, dano ambiental; a epidemiologia genética com suas distinções dos clássicos estudos da frequência de genes mutantes e genética de populações; a epidemiologia molecular com suas distinções da ecotoxicologia e análise dos fenômenos biológicos ao nível atômico ou celular, entre outros. Uma relação sem dúvida incompleta é a que se segue:
Usos da epidemiologia:
- Epidemiologia molecular
- Epidemiologia genética
- Epidemiologia veterinária
- Epidemiologia das doenças infecciosas e parasitárias
- Epidemiologia das doenças não transmissíveis
- Neuroepidemiologia
- Epidemiologia da violência
- Epidemiologia ambiental
- Epidemiologia aplicada à serviços de saúde
- Epidemiologia das Infecções hospitalares

## Limites da Epidemiologia
Atualmente a epidemiologia é um dos três pilares da saúde coletiva, os demais são a Gestão/Planejamento e as Ciências Sociais.
A epidemiologia nasceu a partir das oposições entre indivíduo e coletivo; cultura e natureza; corpo e alma. Nesse contexto, atualmente é vista como uma ciência inteiramente quantitativa, que visa medir impactos relacionados a problemas de saúde relevantes da população, tendo como base características de estilo de vida, classes sociais, eventos de doenças, nascimento e óbitos.
Assim, obviamente é necessário que haja técnicas e procedimentos estatísticos de alta complexidade, para abranger toda gama de dados. Basicamente, o foco epidemiológico consiste na análise de frequências e distribuições de saúde; com observação dos fenômenos de saúde e doença; além da definição de cursos de estratégias apropriadas.
Entretanto, há diversos fatores que o contexto epidemiológico não consegue abordar. Ao longo de todos os anos, vários autores importantes na história da epidemiologia lutaram para que esta ciência fosse vista com um olhar coletivo. A partir daí, nota-se que a epidemiologia não estuda dados individuais, ou seja, como ciência inteiramente voltada para o estudo “coletivo” a epidemiologia se limita a grupos e não casos isolados.
Como ciência qualitativa, a epidemiologia propõe, de forma sistêmica, a coleta de dados. Todavia, o processo de humanização e interação é deixado de lado, uma vez que não faz parte desse contexto englobar fatores sociais que vão além do estabelecido. Partindo desse pressuposto, a Ciência Social surge como forma de estabelecer uma interdisciplinaridade. Essa ciência alcança grupos sociais, incluindo a participação, comunicação e diálogo uns com os outros, a fim de que haja uma aproximação do contexto “saúde-doença” com o tema de humanização e atenção ao indivíduo.
Por mais que haja uma complementação das ciências sociais, a epidemiologia carece, segundo Philippe (1998), de questionamentos sobre a inadequação de modelos explicativos. Reforça sobre a limitação em relação a modelos lineares, em que a epidemiologia se restringe a quantificar qualquer problemática em medidas newtonianas, deixando de lado fatores causais. Para Philippe é necessário o acréscimo de variáveis que complementam o modelo de regressão logística.
Alguns escritores, como Laurell (1983) mencionam a importância de se conhecer os caminhos e a forma como os processos sociais se exibem no indivíduo; em que se deve entender a relação entre os parâmetros biológicos, sociais e psicológicos. O termo doença possui um caminho extenso e vários fatores devem ser analisados. Assim, a imagem do homem como ser próprio vivendo em sociedade, faz com seja necessário uma explicação que envolva dimensões individuais.